# 2021-es Formula–1 spanyol nagydíj
A spanyol nagydíj volt a 2021-es Formula–1 világbajnokság negyedik futama, amelyet 2021. május 7. és május 9. között rendeztek meg a spanyolországi Circuit de Catalunya versenypályán, Barcelonában.
Lewis Hamilton időmérő edzésen elért pole-pozíciójával a századik rajtelsőségét szerezte meg, elsőként érve el ilyen eredményt a Formula–1 történetében.

## Választható keverékek
| Abroncs              | Friss | Használt |
| -------------------- | ----- | -------- |
| Kemény keverék (C1)  |       |          |
| Közepes keverék (C2) |       |          |
| Lágy keverék (C3)    |       |          |
| Átmeneti esőgumi (I) |       |          |
| Teljes esőgumi (W)   |       |          |

## Szabadedzések

### Első szabadedzés
A spanyol nagydíj első szabadedzését május 7-én, pénteken délelőtt tartották, magyar idő szerint 11:30-tól.
| helyezés | versenyző          | csapat/motor          | elért idő | különbség | futott kör |
| -------- | ------------------ | --------------------- | --------- | --------- | ---------- |
| 1        | Valtteri Bottas    | Mercedes              | 1:18,504  | −         | 25         |
| 2        | Max Verstappen     | Red Bull-Honda        | 1:18,537  | +0,033    | 19         |
| 3        | Lewis Hamilton     | Mercedes              | 1:18,627  | +0,123    | 22         |
| 4        | Lando Norris       | McLaren-Mercedes      | 1:18,944  | +0,440    | 24         |
| 5        | Charles Leclerc    | Ferrari               | 1:18,996  | +0,492    | 25         |
| 6        | Carlos Sainz Jr.   | Ferrari               | 1:19,020  | +0,516    | 22         |
| 7        | Pierre Gasly       | AlphaTauri-Honda      | 1:19,062  | +0,558    | 26         |
| 8        | Sebastian Vettel   | Aston Martin-Mercedes | 1:19,234  | +0,730    | 24         |
| 9        | Sergio Pérez       | Red Bull-Honda        | 1:19,349  | +0,845    | 17         |
| 10       | Lance Stroll       | Aston Martin-Mercedes | 1:19,429  | +0,925    | 25         |
| 11       | Cunoda Júki        | AlphaTauri-Honda      | 1:19,669  | +1,165    | 22         |
| 12       | Esteban Ocon       | Alpine-Renault        | 1:19,681  | +1,177    | 25         |
| 13       | Antonio Giovinazzi | Alfa Romeo-Ferrari    | 1:19,694  | +1,190    | 23         |
| 14       | Daniel Ricciardo   | McLaren-Mercedes      | 1:19,732  | +1,228    | 24         |
| 15       | Fernando Alonso    | Alpine-Renault        | 1:19,950  | +1,446    | 25         |
| 16       | Nicholas Latifi    | Williams-Mercedes     | 1:20,270  | +1,766    | 25         |
| 17       | Roy Nissany        | Williams-Mercedes     | 1:20,700  | +2,196    | 23         |
| 18       | Mick Schumacher    | Haas-Ferrari          | 1:20,766  | +2,262    | 23         |
| 19       | Robert Kubica      | Alfa Romeo-Ferrari    | 1:21,887  | +3,383    | 13         |
| 20       | Nyikita Mazepin    | Haas-Ferrari          | 1:21,976  | +3,472    | 22         |

### Második szabadedzés
A spanyol nagydíj második szabadedzését május 7-én, pénteken délután tartották, magyar idő szerint 15:00-tól.
| helyezés | versenyző          | csapat/motor          | elért idő | különbség | futott kör |
| -------- | ------------------ | --------------------- | --------- | --------- | ---------- |
| 1        | Lewis Hamilton     | Mercedes              | 1:18,170  | −         | 32         |
| 2        | Valtteri Bottas    | Mercedes              | 1:18,309  | +0,139    | 31         |
| 3        | Charles Leclerc    | Ferrari               | 1:18,335  | +0,165    | 28         |
| 4        | Esteban Ocon       | Alpine-Renault        | 1:18,466  | +0,296    | 29         |
| 5        | Fernando Alonso    | Alpine-Renault        | 1:18,518  | +0,348    | 30         |
| 6        | Pierre Gasly       | AlphaTauri-Honda      | 1:18,593  | +0,423    | 32         |
| 7        | Cunoda Júki        | AlphaTauri-Honda      | 1:18,619  | +0,449    | 30         |
| 8        | Carlos Sainz Jr.   | Ferrari               | 1:18,674  | +0,504    | 30         |
| 9        | Max Verstappen     | Red Bull-Honda        | 1:18,785  | +0,615    | 26         |
| 10       | Sergio Pérez       | Red Bull-Honda        | 1:18,918  | +0,748    | 23         |
| 11       | Sebastian Vettel   | Aston Martin-Mercedes | 1:18,947  | +0,777    | 30         |
| 12       | Lando Norris       | McLaren-Mercedes      | 1:19,092  | +0,922    | 28         |
| 13       | Antonio Giovinazzi | Alfa Romeo-Ferrari    | 1:19,122  | +0,952    | 29         |
| 14       | Lance Stroll       | Aston Martin-Mercedes | 1:19,134  | +0,964    | 29         |
| 15       | Daniel Ricciardo   | McLaren-Mercedes      | 1:19,195  | +1,025    | 28         |
| 16       | Kimi Räikkönen     | Alfa Romeo-Ferrari    | 1:19,213  | +1,043    | 30         |
| 17       | George Russell     | Williams-Mercedes     | 1:19,957  | +1,787    | 29         |
| 18       | Nicholas Latifi    | Williams-Mercedes     | 1:20,046  | +1,876    | 26         |
| 19       | Mick Schumacher    | Haas-Ferrari          | 1:20,326  | +2,156    | 30         |
| 20       | Nyikita Mazepin    | Haas-Ferrari          | 1:20,753  | +2,583    | 27         |

### Harmadik szabadedzés
A spanyol nagydíj harmadik szabadedzését május 8-án, szombaton délelőtt tartották, magyar idő szerint 12:00-tól.
| helyezés | versenyző          | csapat/motor          | elért idő | különbség | futott kör |
| -------- | ------------------ | --------------------- | --------- | --------- | ---------- |
| 1        | Max Verstappen     | Red Bull-Honda        | 1:17,835  | −         | 11         |
| 2        | Lewis Hamilton     | Mercedes              | 1:18,070  | +0,235    | 14         |
| 3        | Charles Leclerc    | Ferrari               | 1:18,308  | +0,473    | 17         |
| 4        | Carlos Sainz Jr.   | Ferrari               | 1:18,410  | +0,575    | 18         |
| 5        | Valtteri Bottas    | Mercedes              | 1:18,423  | +0,588    | 15         |
| 6        | Lando Norris       | McLaren-Mercedes      | 1:18,494  | +0,659    | 14         |
| 7        | Pierre Gasly       | AlphaTauri-Honda      | 1:18,535  | +0,700    | 17         |
| 8        | Daniel Ricciardo   | McLaren-Mercedes      | 1:18,582  | +0,747    | 21         |
| 9        | Kimi Räikkönen     | Alfa Romeo-Ferrari    | 1:18,597  | +0,762    | 18         |
| 10       | Sergio Pérez       | Red Bull-Honda        | 1:18,606  | +0,771    | 16         |
| 11       | Fernando Alonso    | Alpine-Renault        | 1:18,662  | +0,827    | 18         |
| 12       | Cunoda Júki        | AlphaTauri-Honda      | 1:18,673  | +0,838    | 21         |
| 13       | Esteban Ocon       | Alpine-Renault        | 1:18,700  | +0,865    | 15         |
| 14       | Lance Stroll       | Aston Martin-Mercedes | 1:18,877  | +1,042    | 18         |
| 15       | George Russell     | Williams-Mercedes     | 1:19,005  | +1,170    | 17         |
| 16       | Antonio Giovinazzi | Alfa Romeo-Ferrari    | 1:19,214  | +1,379    | 19         |
| 17       | Sebastian Vettel   | Aston Martin-Mercedes | 1:19,363  | +1,528    | 18         |
| 18       | Nicholas Latifi    | Williams-Mercedes     | 1:19,392  | +1,557    | 16         |
| 19       | Mick Schumacher    | Haas-Ferrari          | 1:19,999  | +2,164    | 17         |
| 20       | Nyikita Mazepin    | Haas-Ferrari          | 1:20,237  | +2,402    | 15         |

## Időmérő edzés
A spanyol nagydíj időmérő edzését május 8-án, szombaton futották, magyar idő szerint 15:00-tól.
| helyezés              | rajtszám | versenyző          | csapat/motor          | 1. rész  | 2. rész  | 3. rész  | rajthely | futott kör |
| --------------------- | -------- | ------------------ | --------------------- | -------- | -------- | -------- | -------- | ---------- |
| 1                     | 44       | Lewis Hamilton     | Mercedes              | 1:18,245 | 1:17,166 | 1:16,741 | 1        | 19         |
| 2                     | 33       | Max Verstappen     | Red Bull-Honda        | 1:18,090 | 1:16,922 | 1:16,777 | 2        | 14         |
| 3                     | 77       | Valtteri Bottas    | Mercedes              | 1:18,005 | 1:17,142 | 1:16,873 | 3        | 16         |
| 4                     | 16       | Charles Leclerc    | Ferrari               | 1:18,041 | 1:17,717 | 1:17,510 | 4        | 18         |
| 5                     | 31       | Esteban Ocon       | Alpine-Renault        | 1:18,281 | 1:17,743 | 1:17,580 | 5        | 15         |
| 6                     | 55       | Carlos Sainz Jr.   | Ferrari               | 1:18,205 | 1:17,656 | 1:17,620 | 6        | 15         |
| 7                     | 3        | Daniel Ricciardo   | McLaren-Mercedes      | 1:18,264 | 1:17,719 | 1:17,622 | 7        | 14         |
| 8                     | 11       | Sergio Pérez       | Red Bull-Honda        | 1:18,203 | 1:17,669 | 1:17,701 | 8        | 17         |
| 9                     | 4        | Lando Norris       | McLaren-Mercedes      | 1:17,821 | 1:17,696 | 1:18,010 | 9        | 17         |
| 10                    | 14       | Fernando Alonso    | Alpine-Renault        | 1:18,281 | 1:17,966 | 1:18,147 | 10       | 17         |
| 11                    | 18       | Lance Stroll       | Aston Martin-Mercedes | 1:18,241 | 1:17,974 |          | 11       | 12         |
| 12                    | 10       | Pierre Gasly       | AlphaTauri-Honda      | 1:18,190 | 1:17,982 |          | 12       | 9          |
| 13                    | 5        | Sebastian Vettel   | Aston Martin-Mercedes | 1:18,289 | 1:18,079 |          | 13       | 12         |
| 14                    | 99       | Antonio Giovinazzi | Alfa Romeo-Ferrari    | 1:18,549 | 1:18,356 |          | 14       | 12         |
| 15                    | 63       | George Russell     | Williams-Mercedes     | 1:18,445 | 1:19,154 |          | 15       | 11         |
| 16                    | 22       | Cunoda Júki        | AlphaTauri-Honda      | 1:18,556 |          |          | 16       | 6          |
| 17                    | 7        | Kimi Räikkönen     | Alfa Romeo-Ferrari    | 1:18,917 |          |          | 17       | 6          |
| 18                    | 47       | Mick Schumacher    | Haas-Ferrari          | 1:19,117 |          |          | 18       | 9          |
| 19                    | 6        | Nicholas Latifi    | Williams-Mercedes     | 1:19,219 |          |          | 19       | 9          |
| 20                    | 9        | Nyikita Mazepin    | Haas-Ferrari          | 1:19,807 |          |          | 20[1]    | 9          |
| 107%-os idő: 1:23,268 |          |                    |                       |          |          |          |          |            |

Megjegyzés:
- ↑ 1:  — Mazepin 3 rajthelyes büntetést kapott Norris feltartásáért az időmérőn, helyezését azonban ez nem befolyásolta.[4]

## Futam
A spanyol nagydíj futama május 9-én, vasárnap rajtolt, magyar idő szerint 15:00-kor.
| helyezés | rajtszám | versenyző          | csapat/motor          | futott kör | idő/kiesés oka  | rajthely | pont  |
| -------- | -------- | ------------------ | --------------------- | ---------- | --------------- | -------- | ----- |
| 1        | 44       | Lewis Hamilton     | Mercedes              | 66         | 1:33:07,680     | 1        | 25    |
| 2        | 33       | Max Verstappen     | Red Bull-Honda        | 66         | +15,841         | 2        | 19[2] |
| 3        | 77       | Valtteri Bottas    | Mercedes              | 66         | +26,610         | 3        | 15    |
| 4        | 16       | Charles Leclerc    | Ferrari               | 66         | +54,616         | 4        | 12    |
| 5        | 11       | Sergio Pérez       | Red Bull-Honda        | 66         | +1:03,671       | 8        | 10    |
| 6        | 3        | Daniel Ricciardo   | McLaren-Mercedes      | 66         | +1:13,768       | 7        | 8     |
| 7        | 55       | Carlos Sainz Jr.   | Ferrari               | 66         | +1:14,670       | 6        | 6     |
| 8        | 4        | Lando Norris       | McLaren-Mercedes      | 65         | +1 kör          | 9        | 4     |
| 9        | 31       | Esteban Ocon       | Alpine-Renault        | 65         | +1 kör          | 5        | 2     |
| 10       | 10       | Pierre Gasly       | AlphaTauri-Honda      | 65         | +1 kör          | 12       | 1     |
| 11       | 18       | Lance Stroll       | Aston Martin-Mercedes | 65         | +1 kör          | 11       |       |
| 12       | 7        | Kimi Räikkönen     | Alfa Romeo-Ferrari    | 65         | +1 kör          | 17       |       |
| 13       | 5        | Sebastian Vettel   | Aston Martin-Mercedes | 65         | +1 kör          | 13       |       |
| 14       | 63       | George Russell     | Williams-Mercedes     | 65         | +1 kör          | 15       |       |
| 15       | 99       | Antonio Giovinazzi | Alfa Romeo-Ferrari    | 65         | +1 kör          | 14       |       |
| 16       | 6        | Nicholas Latifi    | Williams-Mercedes     | 65         | +1 kör          | 19       |       |
| 17       | 14       | Fernando Alonso    | Alpine-Renault        | 65         | +1 kör          | 10       |       |
| 18       | 47       | Mick Schumacher    | Haas-Ferrari          | 64         | +2 kör          | 18       |       |
| 19       | 9        | Nyikita Mazepin    | Haas-Ferrari          | 64         | +2 kör          | 20       |       |
| ki       | 22       | Cunoda Júki        | AlphaTauri-Honda      | 6          | üzemanyagnyomás | 16       |       |

Megjegyzés:
- ↑ 2:  — Max Verstappen a helyezéséért járó pontok mellett a versenyben futott leggyorsabb körért további 1 pontot szerzett.

## A világbajnokság állása a verseny után
| H   | Versenyzők       | Pont | H   | Konstruktőrök         | Pont |
| --- | ---------------- | ---- | --- | --------------------- | ---- |
| 1.  | Lewis Hamilton   | 94   | 1.  | Mercedes              | 141  |
| 2.  | Max Verstappen   | 80   | 2.  | Red Bull-Honda        | 112  |
| 3.  | Valtteri Bottas  | 47   | 3.  | McLaren-Mercedes      | 65   |
| 4.  | Lando Norris     | 41   | 4.  | Ferrari               | 60   |
| 5.  | Charles Leclerc  | 40   | 5.  | Alpine-Renault        | 15   |
| 6.  | Sergio Pérez     | 32   | 6.  | AlphaTauri-Honda      | 10   |
| 7.  | Daniel Ricciardo | 24   | 7.  | Aston Martin-Mercedes | 5    |
| 8.  | Carlos Sainz Jr. | 20   | 8.  | Alfa Romeo-Ferrari    | 0    |
| 9.  | Esteban Ocon     | 10   | 9.  | Williams-Mercedes     | 0    |
| 10. | Pierre Gasly     | 8    | 10. | Haas-Ferrari          | 0    |

(A teljes táblázat)

## Statisztikák
- Vezető helyen:
  - Max Verstappen: 54 kör (1-23 és 29-59)
  - Lewis Hamilton: 12 kör (24-28 és 60-66)
- Lewis Hamilton 100. pole-pozíciója és 98. futamgyőzelme.
- Max Verstappen 11. versenyben futott leggyorsabb köre.
- A Mercedes 118. futamgyőzelme.
- Lewis Hamilton 169., Max Verstappen 46., Valtteri Bottas 59. dobogós helyezése.
- Max Verstappen 100. nagydíja a Red Bull Racing színeiben.[5]